# Hipotalamusno-hipofizno-nadbubrežna osovina
Hipotalamusno-hipofizno-nadbubrežna osovina (HPA, HTPA osa, limbička hipotalamusno-hipofizno-adrenalna osa, LHPA osa, hipotalamusno-hipofizno-adrenalno-gonadotropna osa) je komplekstan set direktnih uticaja i povratnih interakcija između hipotalamusa, hipofize, i nadbubrežne žlezde.
Interakcije između tih organa sačinjavaju HPA osovinu, glavni deo neuroendokrinog sistema koji kontroliše reakcije na stres i reguliše mnoge telesne procese, uključujući varenje, imunski sistem, raspoloženje i emocije, seksualnost, skladištenje i potrošnju energije. Širok spektar vrsta, uključujući ljude, poseduje komponente HPA osovine. To je zajednički mehanizam za interakciju između žlezda, hormona, i delova međumozga koji posreduje opšti adaptacioni sindrom.

## Spoljašnje veze
- Mediji vezani za članak Hipotalamusno-hipofizno-nadbubrežna osovina na Vikimedijinoj ostavi